# Cianură de sodiu
Cianura de sodiu (NaCN) este  sarea de sodiu a acidului cianhidric. Se prezintă sub formă de pulbere albă, cu miros slab de migdale amare, foarte ușor solubilă in apă, cu reacție puternic alcalină, reacționează cu acizi generând un gaz toxic, acidul cianhidric. Datorită costului redus, a înlocuit cianura de potasiu în mai toate întrebuințările sale tehnice. Este foarte toxică.

## Obținere și proprietăți chimice
Cianura de sodiu poate fi obținută prin reacția hidroxidului de sodiu cu acidul cianhidric conform ecuației:
{\displaystyle {\ce {HCN + NaOH -> NaCN + H2O}}}
Deoarece NaCN este greu solubilă în alcool etilic, acesta poate fi folosit la precipitarea ei.

## Aplicații
Aceasta este folosită la dizolvarea unor metale cum ar fi aurul.

## Toxicitate
Cianura de sodiu este o substanță cu toxicitate acută ridicată. Doza letală pentru un om adult variază între 0,7 - 2,9 mg/Kg corp cu o medie de 1,5 mg/Kg corp cu efect rapid, ducând la pierderea cunoștinței. Tratamentul se va face de urgență. Antidot: nitrit de sodiu și tiosulfat de sodiu intravenos. Alte methemoglobinizante, de tipul albastrului de metilen, pot fi utile. Hidroxicobalamina este un antidot foarte eficient, legând ionul cianură (CN-) cu formare de ciancobalamină inofensivă. Are dezavantajul unui cost ridicat.